# Des Teufels Paradies
Des Teufels Paradies ist ein 1986 entstandener, deutscher Abenteuerfilm von Vadim Glowna mit Jürgen Prochnow und Sam Waterston in den Hauptrollen. Der Geschichte liegt der Roman Sieg von Joseph Conrad zugrunde.

## Handlung
Südostasien vor dem Zweiten Weltkrieg. Irgendwo auf einem fern jeder Zivilisation liegenden Eiland inmitten der Javasee. Hier, inmitten einer immergrünen Dschungelhölle, haben sich der Deutsche Escher und sein Geschäftspartner Quinn zurückgezogen. Sie wurden einst hierhin geschickt, um eine mittlerweile wegen mangelnder Rentabilität stillgelegte Kohlenmine zu managen. Quinn will nicht länger an diesem gottverlassenen Ort im tropischen Nirgendwo bleiben, er ist von der Abgelegenheit des Naturparadieses nur noch angeödet. Ehe er abreisen kann, begeht er einen fatalen Fehler. Von großer Neugier gepackt, beobachtet er im Vollrausch halbnackte, junge Mädchen, die durch den dichten, nebeldampfenden Regenwald prozessieren, um zu einem Jungfrauenfest zu gelangen. Da dabei die Anwesenheit von Fremden strengstens untersagt ist und als Tabu gilt, wird der Eindringling von den Eingeborenen kurzerhand massakriert. Escher wartet vergeblich am Ablegesteg des Dampfers, wo sich Quinn zur Abreise zurück in die Zivilisation einfinden sollte. Escher, der sich am Tode Quinns mitschuldig fühlt, beschließt die Insel vorübergehend zu verlassen, um auf Surabaya seinen einstigen Arbeitgeber, die Bergwerksgesellschaft, zu benachrichtigen.
In einem edlen Hotel residiert der skrupellose Schomberg. Hier trifft Escher auch den Abenteurer Jones und seinen kriecherischen Begleiter Gato wieder, zwei außerordentlich widerwärtige Typen, die er auf der Anreise kennen gelernt hatte. Schombergs Hotel gleicht einer Lasterhöhle oder einem Bordell für Aussteiger, die in dieser Gegend gestrandet sind. Auch die Musikerin Julie ist hier gelandet; einst wurde sie als Saxophonistin einer Damenband engagiert, um für die Gäste aufzuspielen. Rasch bemerkt Escher, dass die junge Frau zum Spielball von Schomberg und Jones geworden ist. Sie will unbedingt fort von hier und folgt Escher nur auf seiner Rückkehr auf seine abgeschiedene Insel. Doch Jones und Gato, dessen Lieblingsspielzeug ein Wurfmesser ist, folgen den beiden auf Schritt und Tritt. Bald stellt sich heraus, dass Jones das absolute Böse verkörpert, der mit diabolischer Niedertracht ihm und Julie das Leben zur Hölle zu machen versucht. Er hat schreckliche Freude an seinem schurkischen Tun und erklärt eines Tages frank und frei: „Ich stelle fest, dass mich das so genannte Verruchte und Verkommene in dieser Welt in den meisten Fällen ungeheuer unterhalten kann.“ Längst aber haben auch die Eingeborenen Jones’ und Gatos Ankunft auf ihrer Insel bemerkt. Escher bereitet sich darauf vor, sich dem finalen Kampf gegen den bösartigen Jones zu stellen. Der stirbt, von Speeren durchbohrt, einen schrecklichen Tod.

## Produktionsnotizen
Des Teufels Paradies entstand für etwa fünf Millionen DM Produktionskosten zwischen dem 13. September und dem 12. November 1986 an diversen thailändischen Drehorten und wurde am 7. Mai 1987 uraufgeführt. Die deutsche Fernsehpremiere war am 1. Mai 1989 im ZDF.
Renée Gundelach übernahm die Herstellungsleitung, Eric Moss die Produktionsleitung. Nikos Perakis schuf die Filmbau-Entwürfe. Es singt Ingrid Caven.

## Kritiken
Die Fachzeitschrift Cinema resümierte: „Vadima Glowna, das spürt man in ‚Des Teufels Paradies‘ sehr deutlich, arbeitet an einem Kino der starken Emotionen und der explosiven Schauwerte.“
Im Lexikon des internationalen Films heißt es: „Freie Verfilmung eines Romans von Joseph Conrad; eine Gratwanderung zwischen realistischer Erzählweise und Metaphorik, die zwar Brüche aufweist, aber durch ausgezeichnete Darsteller fesselt.“